# Formula 1 98
 (juin 2017).
Si vous disposez d'ouvrages ou d'articles de référence ou si vous connaissez des sites web de qualité traitant du thème abordé ici, merci de compléter l'article en donnant les références utiles à sa vérifiabilité et en les liant à la section « Notes et références ».
Pour les articles homonymes, voir Formula One.
Formula 1 98 est un jeu vidéo de course de Formule 1 développé par Visual Sciences (en) et édité par Psygnosis sur PlayStation. Sorti à l’automne 1998, c'est le troisième opus de la série Formula One.

## Présentation
Formula 1 98 ayant pour cadre le championnat du monde de Formule 1 1998, il propose tous les pilotes, toutes les équipes et tous les circuits de ladite saison. Seule la licence pour l'utilisation du nom du champion du monde en titre Jacques Villeneuve n'est pas disponible.
Conformément à la réglementation de l’époque, les monoplaces sont équipées de pneus Bridgestone ou Goodyear et de moteurs V10. La séance de qualifications dure une heure complète, chaque pilote disposant de douze tours pour réaliser un temps. Trois séances d'essais sont également présentes.
Les points sont répartis selon ce barème, utilisé jusqu’en 2002 :
- Vainqueur : 10 points
- 2e : 6 points
- 3e : 4 points
- 4e : 3 points
- 5e : 2 points
- 6e : 1 point

## Système de jeu
Le jeu recèle trois modes principaux : course rapide (arcade ou contre-le-montre), Grand Prix et multijoueur.
Le mode Grand Prix permet de disputer une course de façon réaliste. De nombreuses options sont paramétrables, telles la difficulté, le nombre de tours, la météo, les arrêts au stand, la présence ou non des pénalités, des drapeaux, des dégâts et des casses mécaniques (pour les concurrents uniquement).
On a également accès à un écran de configuration pour modifier les réglages de la voiture. Ceci fait, on peut prendre part aux essais libres, aux qualifications ou directement au Grand Prix.
Le joueur peut également choisir l'ambiance sonore qui l'accompagne pendant la course : musique, intervention du stand ou commentaires des journalistes. Dans la version française, ces derniers sont assurés par Pierre Van Vliet et Catherine Pic (qui officiaient sur TF1, à cette époque).
Dans le mode Grand Prix, le mode Championnat est également disponible, où après avoir choisi une écurie et un pilote, toutes les courses se déroulent suivant le calendrier officiel. Si le joueur termine premier au classement des pilotes, il déverrouille un nouveau circuit. Un autre mode est le mode Challenge. Le joueur doit terminer premier de la course pour passer à la suivante et les réglages, le pilote, le circuit et la position au départ sont imposés. À chaque étape, le niveau de difficulté augmente. Les deux premières étapes par exemple sont jouées en mode facile, sur une course de trois tours avec comme pilote Mika Häkkinen sur le circuit d'Hockenheim puis Michael Schumacher à Montréal. La dernière étape se joue à Monaco durant 24 tours sous la pluie.
Côté gameplay, les monoplaces ont un comportement plutôt réaliste. Leurs performances varient d'une écurie à une autre, notamment au niveau de leur vitesse en ligne droite. Les voitures des teams de pointe (Ferrari, McLaren et Jordan) figurent parmi les plus rapides, mais plus l'on se rapproche des écuries du fond de grille, moins les monoplaces sont performantes.

## Écuries et pilotes
| Écuries                         | Constructeurs | Pneus | Pilotes               |
| ------------------------------- | ------------- | ----- | --------------------- |
| McLaren International           | McLaren       | B     | David Coulthard       |
| McLaren International           | McLaren       | B     | Mika Häkkinen         |
| Minardi Team                    | Minardi       | B     | Esteban Tuero         |
| Minardi Team                    | Minardi       | B     | Shinji Nakano         |
| Jordan Grand Prix               | Jordan        | G     | Damon Hill            |
| Jordan Grand Prix               | Jordan        | G     | Ralf Schumacher       |
| Scuderia Ferrari                | Ferrari       | G     | Eddie Irvine          |
| Scuderia Ferrari                | Ferrari       | G     | Michael Schumacher    |
| Benetton F1 Racing Team         | Benetton      | B     | Giancarlo Fisichella  |
| Benetton F1 Racing Team         | Benetton      | B     | Alexander Wurz        |
| Prost Grand Prix                | Prost         | B     | Jarno Trulli          |
| Prost Grand Prix                | Prost         | B     | Olivier Panis         |
| Sauber Petronas                 | Sauber        | G     | Johnny Herbert        |
| Sauber Petronas                 | Sauber        | G     | Jean Alesi            |
| Williams Grand Prix             | Williams      | G     | Heinz-Harald Frentzen |
| Williams Grand Prix             | Williams      | G     | Driver 1              |
| Tyrrell Racing                  | Tyrell        | G     | Toranosuke Takagi     |
| Tyrrell Racing                  | Tyrell        | G     | Ricardo Rosset        |
| Arrows Grand Prix International | Arrows        | B     | Mika Salo             |
| Arrows Grand Prix International | Arrows        | B     | Pedro Diniz           |
| Stewart Ford                    | Stewart       | B     | Jos Verstappen        |
| Stewart Ford                    | Stewart       | B     | Rubens Barrichello    |

## Circuits
| N° | Grand Prix                    | Circuit           |
| 1  | Grand Prix d'Australie        | Melbourne         |
| 2  | Grand Prix du Brésil          | Interlagos        |
| 3  | Grand Prix d'Argentine        | Buenos Aires      |
| 4  | Grand Prix de Saint-Marin     | Imola             |
| 5  | Grand Prix d'Espagne          | Barcelone         |
| 6  | Grand Prix de Monaco          | Monte Carlo       |
| 7  | Grand Prix du Canada          | Montréal          |
| 8  | Grand Prix de France          | Magny-Cours       |
| 9  | Grand Prix de Grande-Bretagne | Silverstone       |
| 10 | Grand Prix d'Autriche         | A1-Ring           |
| 11 | Grand Prix d'Allemagne        | Hockenheim        |
| 12 | Grand Prix de Hongrie         | Hungaroring       |
| 13 | Grand Prix de Belgique        | Spa-Francorchamps |
| 14 | Grand Prix d'Italie           | Monza             |
| 15 | Grand Prix du Luxembourg      | Nürburgring       |
| 16 | Grand Prix du Japon           | Suzuka            |

## Circuits supplémentaires fictifs
Coliseum, Grand Prix d'Italie Antique
Stunt Ring, Grand Prix d'Anaheim

## Développement
Psygnosis, qui détient la licence officielle de la Formule 1 pour 5 ans, propose dans un premier temps le développement de Formula 1 98 à Bizarre Creations, le studio liverpudlien déjà responsable des grands succès Formula 1 et Formula 1 97, mais Bizarre décline la proposition car la lassitude de la Formule 1 s'est installée, et le studio travaille sur Metropolis Street Racer en étroite collaboration avec Sega,,. Psygnosis se tourne alors vers le studio écossais Visual Sciences.